# مادس هيرمانسن
مادس هيرمانسن (بالدنماركية: Mads Hermansen)‏ هو لاعب كرة قدم دنماركي، ولد في 11 يوليو 2000. شارك مع منتخب الدنمارك تحت 17 سنة لكرة القدم ومنتخب الدنمارك تحت 18 سنة لكرة القدم ومنتخب الدنمارك تحت 19 سنة لكرة القدم ومنتخب الدنمارك تحت 21 سنة لكرة القدم. أما مع النوادي، فقد لعب مع نادي بروندبي.